# Cocktail trứng sữa
Cocktail trứng sữa hay eggnog /ˈɛɡˌnɒɡ/, còn được gọi là milk punch hoặc egg milk punch (nếu được pha với đồ uống có cồn) là một loại đồ uống được làm từ sữa, kem, lòng đỏ và lòng trắng trứng được đánh tan (làm cho mặt trên nổi bọt, tên của nó cũng bắt nguồn từ điều này). Trong một số trường hợp, một vài loại rượu mạnh được chưng cất như rượu brandy, rượu rum, whisky hoặc bourbon cũng có thể được cho vào cùng Eggnog.
Ở Hoa Kỳ và Canada, Cocktail trứng sữa thường được sử dụng trong dịp Giáng sinh, từ cuối tháng 11 cho đến hết mùa lễ. Một loại kem có tên Ponche Crema đã được sản xuất và tiêu thụ ở Venezuela và Trinidad từ những năm 1900, cũng là một phần của kỳ lễ. Trong thời gian này, nó thường được bán tại những cửa hàng tạp hoá tại các nước đó.
Người ta có thể tự làm cocktail trứng sữa bằng những nguyên liệu như sữa, trứng, đường và hương liệu, đồng thời ăn kèm với quế hoặc hạt nhục đậu khấu. Nó thường được chế biến lạnh, nhưng trong một số trường hợp lại được làm nóng, đặc biệt là vào những ngày giá rét (tương tự như rượu vang). Cocktail trứng sữa cũng có thể được sử dụng làm hương liệu cho những loại đồ uống khác, chẳng hạn như cà phê (ví dụ như "eggnog latte" espresso) và trà, hoặc ăn tráng miệng kèm với các món ăn như bánh pudding sữa trứng.

## Tên gọi

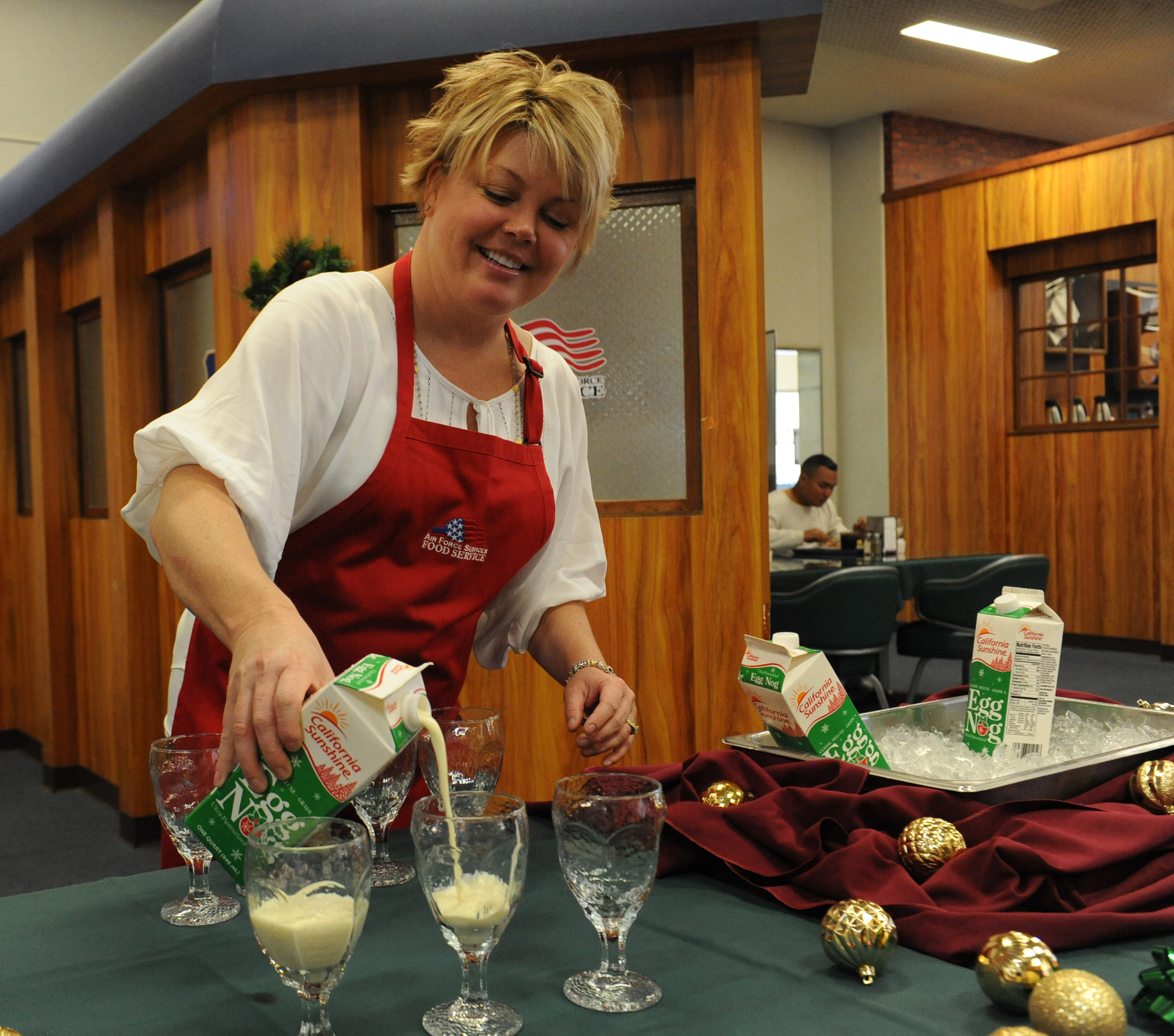
Một người phụ nữ đang chế biến Cocktail trứng sữa cho quân nhân Hoa Kỳ trong một bữa tiệc Giáng sinh.

The Modern Bartender's Guide (Sách hướng dẫn của Bartender) vào năm 1878 đã liệt kê nhiều tên biến thể của đồ uống. Nó phân biệt điểm khác nhau của ba biến thể "plain egg nog", "egg milk punch" và "milk punch". Ngoài ra, một số biến thể như "Baltimore egg nog", "General Jackson egg nog", "Imperial egg nog", hai loại "sherry cobbler egg nog", cũng như "sherry cobbler with egg", "mulled with egg ", "egg sour" và "Saratoga egg lemonade" (còn được gọi là "sea breeze") cũng xuất hiện trong cuốn sách.